# Santissima Annunziata (Trapani)

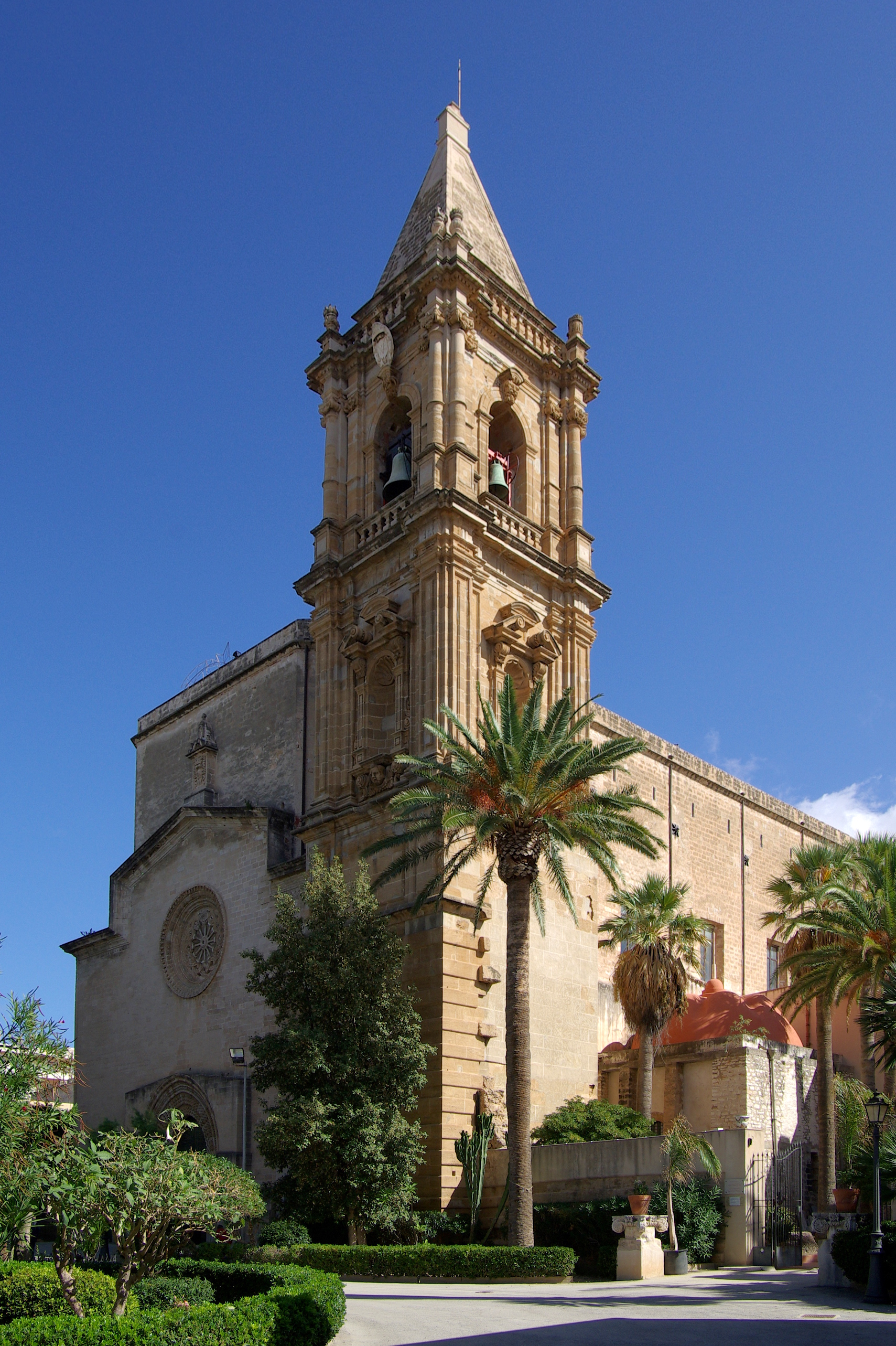
Basilika von Trapani

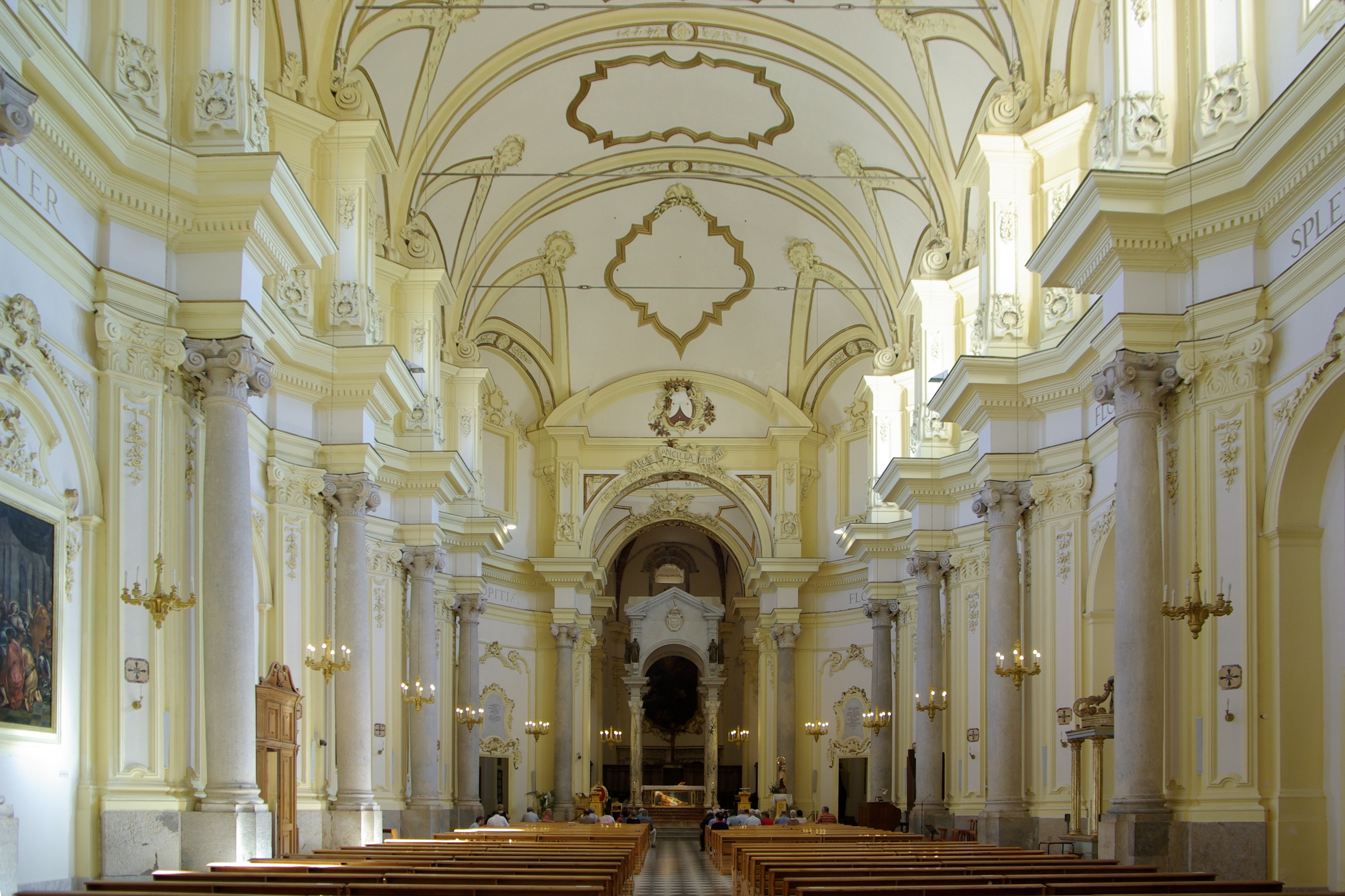
Innenraum

Die Basilika Maria Santissima Annunziata  ist eine römisch-katholische Kirche in Trapani in Sizilien, Italien. Die Wallfahrtskirche des Bistums Trapani ist Maria vom Berg Karmel gewidmet und trägt den Titel einer Basilica minor. Das Heiligtum umfasst die Kapelle der Madonna von Trapani.

## Geschichte
Die Karmeliten, die Anfang des 12. Jahrhunderts aus Jerusalem vertrieben und unter anderem nach Sizilien gebracht wurden, siedelten sich in der Gegend der heutigen Klosteranlage an. Die erste kleine Kirche, Santa Maria del parto, wird den Karmelitern zugeschrieben und stammt aus dem Jahr 1240. Am 20. November 1270 beherbergte die Kirche für einige Tage die sterblichen Überreste Ludwig des Heilige von Frankreich, der während des Siebten Kreuzzugs in Tunis gefallen war und schließlich in der Kathedrale von Saint-Denis beigesetzt wurde. Die Fertigstellung der ursprünglichen Kirche wird durch eine Tafel mit der Jahreszahl 1332 bezeugt.
Im 18. Jahrhundert wurde die Kirche in ihrer heutigen Form nach dem Entwurf des Architekten Giovanni Biagio Amico aus Trapani erweitert und 1760 abgeschlossen. Das Kirchenschiff mit sechzehn Säulen und versilbertem Stuck wurde 1742 nach einem Entwurf des Architekten Giovanni Biagio Amico aus Trapani im Barock-Renaissance-Stil umgestaltet, über dem Hauptportal befindet sich ein Rosettenfenster mit Sonnenmotiv.
Papst Pius XII. erhob das Heiligtum am 25. März 1950 in den Rang einer Basilica minor.

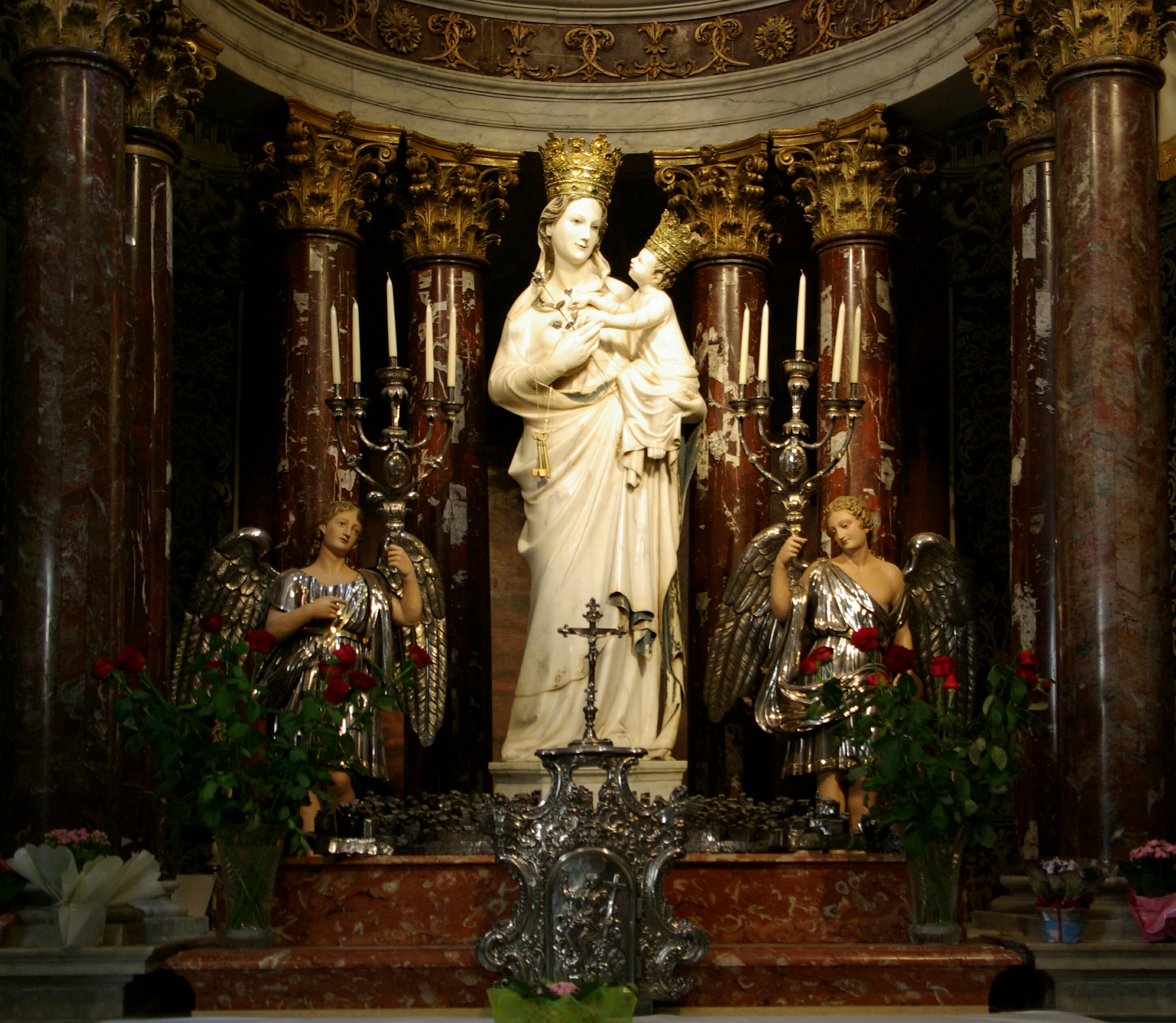
Statue der Madonna von Trapani

Die Kirche präsentiert in einer Kapelle die Marmorstatue der Madonna von Trapani (Madonna mit Kind), die Nino Pisano zugeschrieben wird. Die Statue ist lebensgroß, wiegt 12 Tonnen und ist 165 cm hoch. Zu ihrer Linken hält sie das Jesuskind. Papst Clemens XII. ließ 1734 das Marienbildnis kanonisch krönen. Eine zweite Krönung wurde 1935 auf Veranlassung von Pius XII. durchgeführt. Die „Madonna von Trapani“ wird sowohl in Italien als auch im Ausland verehrt. Dazu gehören Messina, Tonnarella, Palagonia, Palermo, Genua und Tunis.
In einer 1586 errichteten Kapelle wird in der silbernen Reliquienstatue des Silberschmieds Vincenzo Bonaiuto der Schädel des hl. Albertus Siculus von Trapani aufbewahrt.

## Museum
Im ehemaligen Kloster ist mit dem Landesmuseum Agostino Pepoli eines der wichtigsten Museen Siziliens untergebracht.